# Canton de Ballan-Miré
Le canton de Ballan-Miré est une circonscription électorale française située dans le département d'Indre-et-Loire et la région Centre-Val de Loire.

## Histoire
Le canton est créé par le décret du 20 janvier 1982 par scission du canton de Joué-lès-Tours
Il a été modifié par décret du 24 décembre 1984 lors de la création du canton de Joué-lès-Tours-Nord et du canton de Joué-lès-Tours-Sud
Lors du redécoupage cantonal de 2014, la composition du canton reste inchangée.

## Représentation

### Représentation avant 2015
| Période | Période | Identité      | Étiquette             | Qualité |
| ------- | ------- | ------------- | --------------------- | --- |
| 1982    | 2008    | Michel Lezeau | RPR puis DVD puis UMP | Directeur financier Suppléant du député Hervé Novelli (2002-2007) Député (2007-2010) Maire de Ballan-Miré (1977-2007) |
| 2008    | 2015    | Alain Michel  | PS                    | Maire de La Riche (1983-2014)                                                                                         |

#### Élection de 2008
| Candidat      | Parti | %     | Voix |
| ------------- | ----- | ----- | ---- |
| Alain Michel  | PS    | 51,74 | 4457 |
| Michel Lezeau | UMP   | 48,26 | 4157 |

### Représentation depuis 2015
| Période élective | Période élective | Mandat                              | Mandat   | Identité                                            | Nuance | Nuance | Qualité |
| ---------------- | ---------------- | ----------------------------------- | -------- | --------------------------------------------------- | ------ | ------ | --- |
| 2015             | 2021             | 2015                                | 2021     | Alexandre Chas                                      |        | LR     | Chef d'entreprise - Maire de Ballan-Miré (2014-2020) 3e vice-président du conseil départemental, chargé de l'initiative, de l'innovation, du tourisme et de la recherche |
| 2015             | 2021             | 2015                                | 2021     | Nathalie Touret                                     |        | LR     | Conseillère municipale de La Riche jusqu'en 2020 |
| 2021             | 2028             | 2021                                | en cours | Solenne Marchand                                    |        | DVG    | Adjointe au maire de Ballan-Miré |
| 2021             | 2028             | 2021 changement anticipé début 2023 | en cours | Wilfried Schwartz 2021/2022 Bernard Desrosiers 2023 |        | DVG    | Conseillé départemental Saint Genouph |

### Résultats détaillés

#### Élections de mars 2015
À l'issue du 1er tour des élections départementales de 2015, deux binômes sont en ballottage : Alexandre Chas et Nathalie Touret (Union de la Droite, 31,55 %) et Carole Perret et Jean-Michel Pottier (FN, 21 %). Le taux de participation est de 50,64 % (8 726 votants sur 17 230 inscrits) contre 50,88 % au niveau départemental et 50,17 % au niveau national.
Au second tour, Alexandre Chas et Nathalie Touret (Union de la Droite) sont élus avec 72,16 % des suffrages exprimés et un taux de participation de 50,08 % (5 238 voix pour 8 630 votants et 17 233 inscrits).

#### Élections de juin 2021
Le premier tour des élections départementales de 2021 est marqué par un très faible taux de participation (33,26 % au niveau national). Dans le canton de Ballan-Miré, ce taux de participation est de 32,68 % (6 006 votants sur 18 378 inscrits) contre 30,88 % au niveau départemental. À l'issue de ce premier tour, deux binômes sont en ballottage : Solenne Marchand et Wilfried Schwartz (DVG, 58,71 %) et Sébastien Clément et Marine Peinoche (DVC, 27,18 %).
Le second tour des élections est marqué une nouvelle fois par une abstention massive équivalente au premier tour. Les taux de participation sont de 34,36 % au niveau national, 31,33 % dans le département et 32,54 % dans le canton de Ballan-Miré. Solenne Marchand et Wilfried Schwartz (DVG) sont élus avec 54,93 % des suffrages exprimés (2 990 voix pour 5 964 votants et 18 328 inscrits),,.

## Composition

### Composition de 1982 à 1984
Lors de sa création en 1982, le canton de Ballan-Miré est composé de :
- Ballan-Miré,
- Berthenay,
- Druye,
- La Riche,
- Saint-Genouph,
- Savonnières,
- Villandry,
- la portion de la commune de Joué-lès-Tours « déterminée par les voies suivantes : chemin départemental 751, boulevard Jean-Jaurès, rue des Martyrs, voie ferrée, limite des communes de Tours, La Riche et Ballan-Miré ».

### Composition depuis 1984
Lors de la création du canton de Joué-lès-Tours-Nord et du canton de Joué-lès-Tours-Sud par décret du 24 décembre 1984, la portion de Joué-lès-Tours est retirée du canton de Ballan-Miré. Depuis cette date, il est composé de sept communes entières,.
| Nom                                 | Code Insee | Intercommunalité             | Superficie (km2) | Population (dernière pop. légale) | Densité (hab./km2) | Modifier                                    |
| ----------------------------------- | ---------- | ---------------------------- | ---------------- | --------------------------------- | ------------------ | ------------------------------------------- |
| Ballan-Miré (bureau centralisateur) | 37018      | Tours Métropole Val de Loire | 26,16            | 8 347 (2022)                      | 319                | modifier les données · modifier les données |
| Berthenay                           | 37025      | Tours Métropole Val de Loire | 7,24             | 699 (2022)                        | 97                 | modifier les données · modifier les données |
| Druye                               | 37099      | Tours Métropole Val de Loire | 22,87            | 999 (2022)                        | 44                 | modifier les données · modifier les données |
| La Riche                            | 37195      | Tours Métropole Val de Loire | 8,17             | 10 349 (2022)                     | 1 267              | modifier les données · modifier les données |
| Saint-Genouph                       | 37219      | Tours Métropole Val de Loire | 4,74             | 1 022 (2022)                      | 216                | modifier les données · modifier les données |
| Savonnières                         | 37243      | Tours Métropole Val de Loire | 16,46            | 3 346 (2022)                      | 203                | modifier les données · modifier les données |
| Villandry                           | 37272      | Tours Métropole Val de Loire | 17,80            | 1 138 (2022)                      | 64                 | modifier les données · modifier les données |
| Canton de Ballan-Miré               | 3702       |                              | 103,44           | 25 900 (2022)                     | 250                | modifier les données                        |

## Démographie

### Démographie avant 2015
| 1982   | 1990   | 1999   | 2006   | 2011   | 2012   |
| ------ | ------ | ------ | ------ | ------ | ------ |
| 16 032 | 18 705 | 21 466 | 23 732 | 25 044 | 25 180 |

### Démographie depuis 2015
En 2022, le canton comptait 25 900 habitants, en évolution de +2,36 % par rapport à 2016 (Indre-et-Loire : +1,67 %, France hors Mayotte : +2,11 %).
| 2013   | 2018   | 2022   |
| ------ | ------ | ------ |
| 25 251 | 25 347 | 25 900 |